# Skathi (satelit)
Skathi /'ska.ti/, numit și Saturn XXVII și scris inițial Skadi, este un satelit natural al planetei Saturn. Skathi este unul dintre sateliții neregulați ai lui Saturn, în grupul său Nordic de sateliți. A fost descoperit pe 23 septembrie 2000 de o echipă de astronomi condusă de Brett Gladman⁠(d). Echipa și-a anunțat descoperirea pe 7 decembrie 2000 împreună cu alți șapte sateliți ai lui Saturn. Satelitul a fost numit după Skaði, o figură din mitologia nordică, ca parte a unui efort de diversificare a numelor în mare parte grecești și romane ale obiectelor astronomice.
Lui Skathi îi trebuie puțin peste 725 de zile pentru a finaliza o orbită a lui Saturn și se estimează că durează 11.1±0.02 ore pentru a se roti în jurul axei sale. Orbitează la o distanță mai mare de Saturn decât mulți dintre ceilalți sateliți ai planetei, cu o înclinație orbitală și o excentricitate mare și se mișcă într-o direcție retrogradă. Nu se știu multe despre Skathi, deoarece este un obiect slab luminos. În afară de observațiile de pe Pământ, a fost observată doar de sonda Cassini și chiar și acele măsurători au fost făcute la o distanță de aproape 9,7 milioane de km.
Originea lui Skathi rămâne o întrebare deschisă. O posibilitate este că inițial a fost un asteroid care s-a format în altă parte și a fost capturat de gravitația lui Saturn în timp ce a zburat pe lângă planetă. O altă posibilitate este că inițial a fost o porțiune a unuia dintre sateliții lui Saturn, precum Phoebe, care s-a desprins în timpul unei coliziuni și a devenit un satelit independent. Compoziția sa fizică nu a fost determinată, dar se știe că are aproximativ 8 km transversal și că are o formă neregulată.

## Descoperire

O animație a celor trei imagini care l-au înfățișat pentru prima dată pe Skathi, realizată pe 23 septembrie 2000.

Skathi a fost descoperit pe 23 septembrie 2000 de Brett J. Gladman⁠(d), John J. Kavelaars⁠(d), Jean-Marc Petit, Hans Scholl, Matthew J. Holman⁠(d), Brian G. Marsden, Phil Nicholson⁠(d) și Joseph A. Burns⁠(d). Echipa a folosit imagini realizate de telescopul Canada-Franța-Hawaii de la Observatoriile Mauna Kea. Ei și-au anunțat descoperirea lui Skathi pe 7 decembrie 2000, împreună cu alți șapte sateliți ai lui Saturn anunțați în aceeași zi: Siarnaq, Tarvos, Ijiraq, Thrymr, Mundilfari, Erriapus și Suttungr.
La început, Skathi a primit numele temporar „S/2000 S 8”: primul „S” indică faptul că Skathi este un satelit (spre deosebire de, de exemplu, un inel planetar ), „2000” specifică că a fost descoperit în anul 2000, al doilea „S” este atribuit deoarece orbitează planeta Saturn, iar numărul 8 înseamnă că a fost al optulea astfel de obiect descoperit în acel an.
Numele lui Skathi a fost ales special pentru a diversifica originile numelor date obiectelor astronomice. Majoritatea numelor românești pentru planete sunt derivate din numele romane pentru planete, iar oamenii de știință care au numit sateliți au avut tendința să urmeze acest model. Având în vedere acest context, istoricul Jürgen Blunck a scris că Kavelaars „a încercat să ajute nomenclatura astronomică să-și găsească o cale de ieșire din rutina greco-romano-renascentistă”, încercând să atribuie sateliților nou descoperiți nume „care erau atât multiculturale, cât și canadiene”. Pentru Skathi, el a ales un nume din mitologia nordică, în care Skaði este o giantesă care a călătorit la Asgard pentru a răzbuna moartea tatălui ei. Câțiva dintre ceilalți sateliți ai lui Saturn (Ijiraq, Kiviuq, Paaliaq, Siarnaq și Tarqeq) au primit nume din mitologia inuită.
Când numele satelitului a fost anunțat în 2003, a fost dat ca „Skadi”, folosind ⟨d⟩ ca o aproximare grafică a literei islandeze ⟨ð⟩ (eth). În 2005, Working Group on Planetary System Nomenclature al IAU a decis în schimb să folosească transliterarea ⟨th⟩.
Când lui Skathi i s-a dat numele permanent, i s-a atribuit și denumirea cu cifre romane Saturn XXVII.

## Mișcare

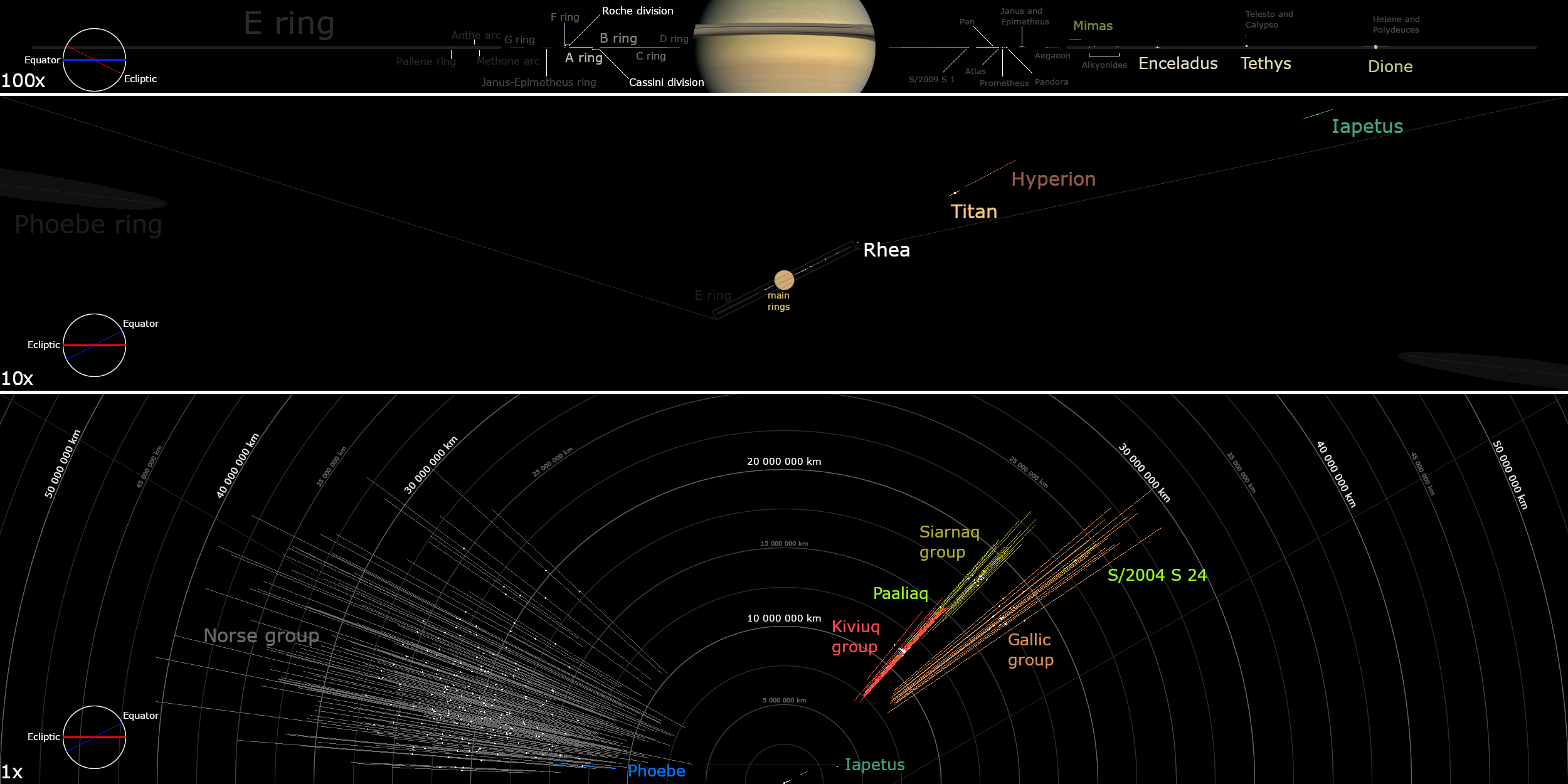
O diagramă a sateliților lui Saturn care arată distanțele și înclinațiile orbitale. Skathi este inclus în grupul Nordic, colorat în gri.

Toți membrii grupul Nordic de sateliți ai lui Saturn, care-l include pe Skathi, au aproximativ aceleași caracteristici orbitale. Skathi are o orbită retrogradă, ceea ce înseamnă că orbitează în direcția opusă orbitei lui Saturn. :415Este nevoie de mai mult de 725 de zile pentru a finaliza o orbită în jurul lui Saturn și o face la o distanță medie de 15.576.000 kilometri (9.678.000 mi). O perioadă orbitală de puțin peste doi ani este rapidă pentru un satelit neregulat al lui Saturn, iar Skathi completează o orbită mai repede decât orice alt satelit retrograd cunoscut al lui Saturn, cu excepția lui Phoebe. :411Înclinația sa orbitală, care reprezintă cât de înclinată este orbita sa în comparație cu planul pe care orbitează majoritatea obiectelor în jurul Soarelui, este de 149° față de ecliptică și de 150° față de ecuatorul lui Saturn. Aceasta înseamnă că orbitează la un unghi ascuțit în comparație cu majoritatea obiectelor din Sistemul Solar. Skathi are, de asemenea, o excentricitate orbitală de 0,246. O orbită circulară are valoarea zero; Orbita lui Skathi este mai eliptică decât orbita multor obiecte din Sistemul Solar, cum ar fi cea a Pământului, care are o excentricitate de 0,016.
În anumite privințe, orbita lui Skathi este tipică pentru sateliții neregulați ai lui Saturn, dar orbita sa diferă în unele moduri importante de toate celelalte obiecte din acest grup: de exemplu, orbita sa este neobișnuit de rapidă pentru un satelit neregulat al lui Saturn, :411și are o semiaxă mare mai mică decât toți ceilalți sateliți retrograzi ai lui Saturn, cu excepția lui Phoebe. :419
Perioada de rotație a lui Skathi a fost inițial estimată a fi între 11 și 12 ore. Începând cu 2019, cele mai precise măsurători au fost cele efectuate de sonda Cassini, care a identificat timpul necesar ca Skathi să se rotească în jurul axei sale de rotație la 11.1±0.02 ore.

## Caracteristici fizice

Se crede că cel mai strălucitor obiect din acest gif este Skathi, afișat în mișcare pe fundalul stelelor.

Skathi a fost identificat pentru prima dată prin observații de pe Pământ, iar multe dintre informațiile despre caracteristicile și compoziția lui Skathi provin din observații făcute de pe Pământ. Sonda Cassini l-a observat și pe Skathi de opt ori între martie 2011 și august 2016. Cu toate acestea, aceste observații au fost efectuate în timpul unui zbor la o distanță de aproape 9.7 milioane de km; chiar și în aceste observații, Skathi era doar un punct slab de lumină.
Are o magnitudine optică aparentă de 23,6 de pe Pământ și o magnitudine vizuală absolută de aproximativ 14, deci este mult mai puțin strălucitor de pe Pământ decât multe sute de mii de obiecte din afara Sistemului Solar. De pe Pământ, pare aproape de obiectul mult mai strălucitor pe care îl orbitează, Saturn și se presupune că are un albedo de suprafață scăzut de aproximativ 0,06. :413
Observațiile lui Cassini sugerează că Skathi are aproximativ 8 km în diametru. Cantitatea de lumină pe care Skathi o reflectă variază substanțial pe măsură ce se rotește, ceea ce implică faptul că este un obiect cu formă neregulată. Panta sa spectrală de +5,2%/100 nm indică o suprafață roșiatică, similară sateliților din grupul galic, Erriapus și Tarvos.
Mulți dintre sateliții lui Saturn sunt compuși din gheață și rocă, dar compoziția chimică a lui Skathi nu a fost determinată și poate avea o compoziție fizică diferită față de ceilalți sateliți ai lui Saturn (în special pentru că este posibil să nu-și fi avut originea în vecinătatea lui Saturn). De asemenea, densitatea lui Skathi nu este cunoscută, dar sateliții neregulați saturnieni nu sunt de obicei denși, sub 1 gram pe centimetru cub, și se crede că densitățile scăzute caracterizează majoritatea acestor obiecte. :423–424

## Origine
A existat o dezbatere activă cu privire la originea lui Skathi și ceilalți sateliți neregulați ai lui și Saturn, determinată de cât de diferite sunt orbitele lor în comparație cu alți sateliți ai lui Saturn și ai Soarelui. Se crede că planetele și sateliții unui sistem planetar se formează de obicei prin acreția împreună din obiecte dintr-un disc protoplanetar. Deoarece particulele din orice parte a unui disc protoplanetar se mișcă de obicei în direcții similare și la viteze similare, un satelit care s-a format dintr-o fuziune a acestor particule ar trebui să aibă o orbită destul de circulară, progradă, aproximativ pe planul discului protoplanetar. Dar orbita neregulată a lui Skathi, la fel ca ceilalți sateliți naturali ai lui Saturn care au o orbită neregulată similară, a provocat speculații alternative cu privire la originea sa.
O posibilitate este că Skathi s-a format inițial în altă parte decât în vecinătatea lui Saturn și apoi a început să călătorească prin spațiu înainte de a fi capturat de planetă. Cu toate acestea, este, de asemenea, posibil ca Skathi să fie o bucată de resturi care a fost aruncată de pe unul dintre ceilalți sateliți ai lui Saturn, în timpul unei coliziuni cu un alt obiect. Deoarece orbitele pot fi extrem de haotice și sensibile la condițiile inițiale, este posibil ca unele tipuri de coliziuni să producă o orbită extrem de neregulată precum cea a lui Skathi, deși aceste orbite nu sunt de obicei stabile pe perioade de timp foarte lungi.